# Boueilh-Boueilho-Lasque
Boueilh-Boueilho-Lasque è un comune francese di 379 abitanti situato nel dipartimento dei Pirenei Atlantici nella regione della Nuova Aquitania.

## Società

### Evoluzione demografica
Abitanti censiti